# Mercedes-Benz O 405 GTZ

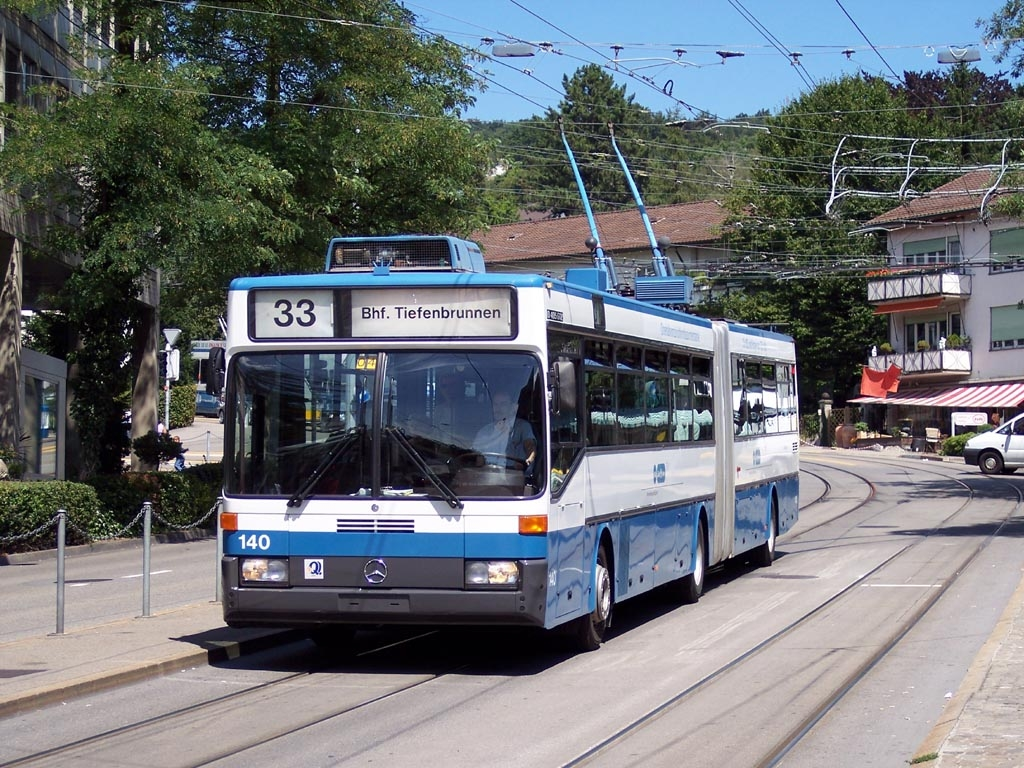
Der Zürcher Wagen 140

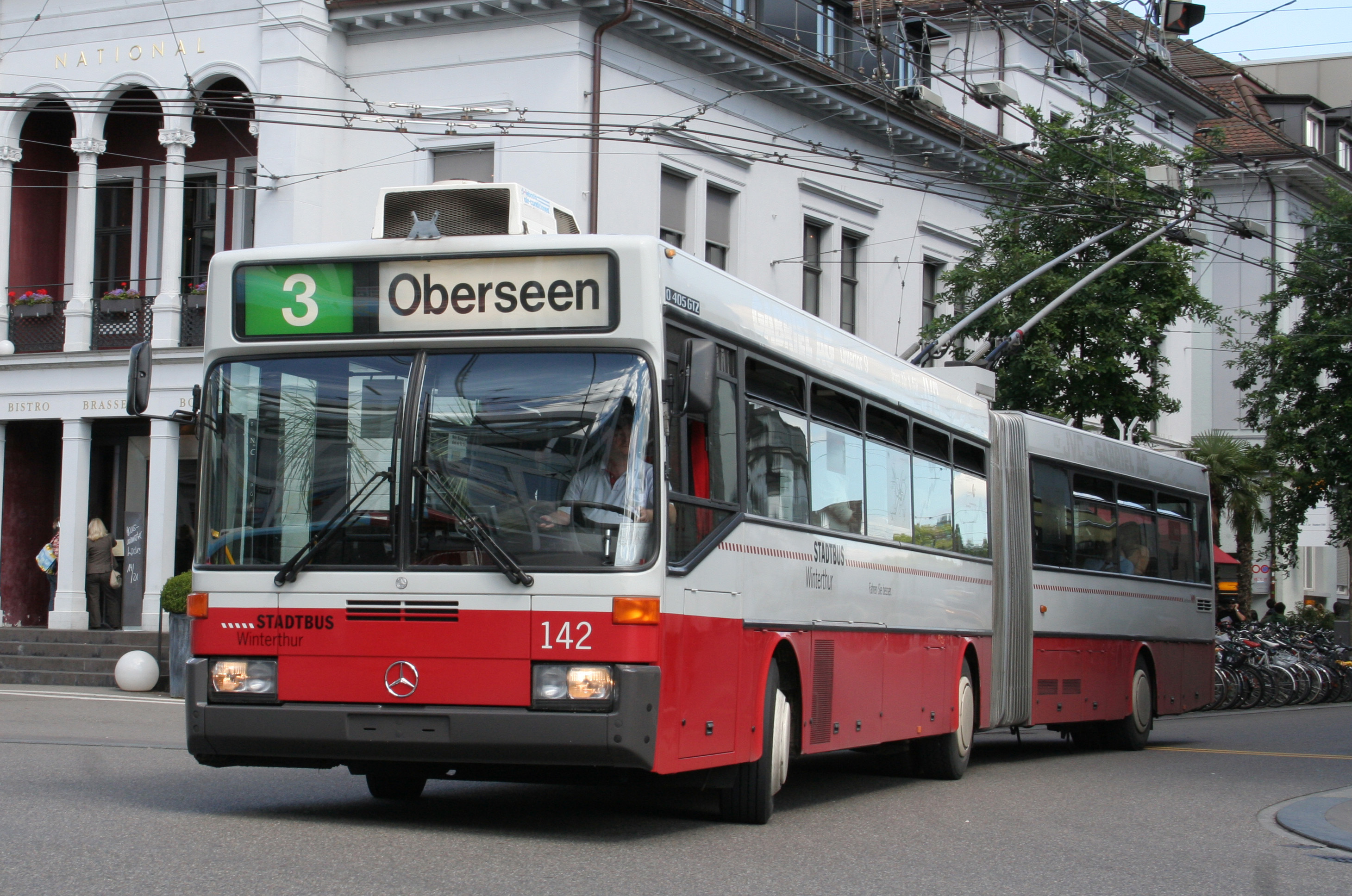
Der Winterthurer Wagen 142

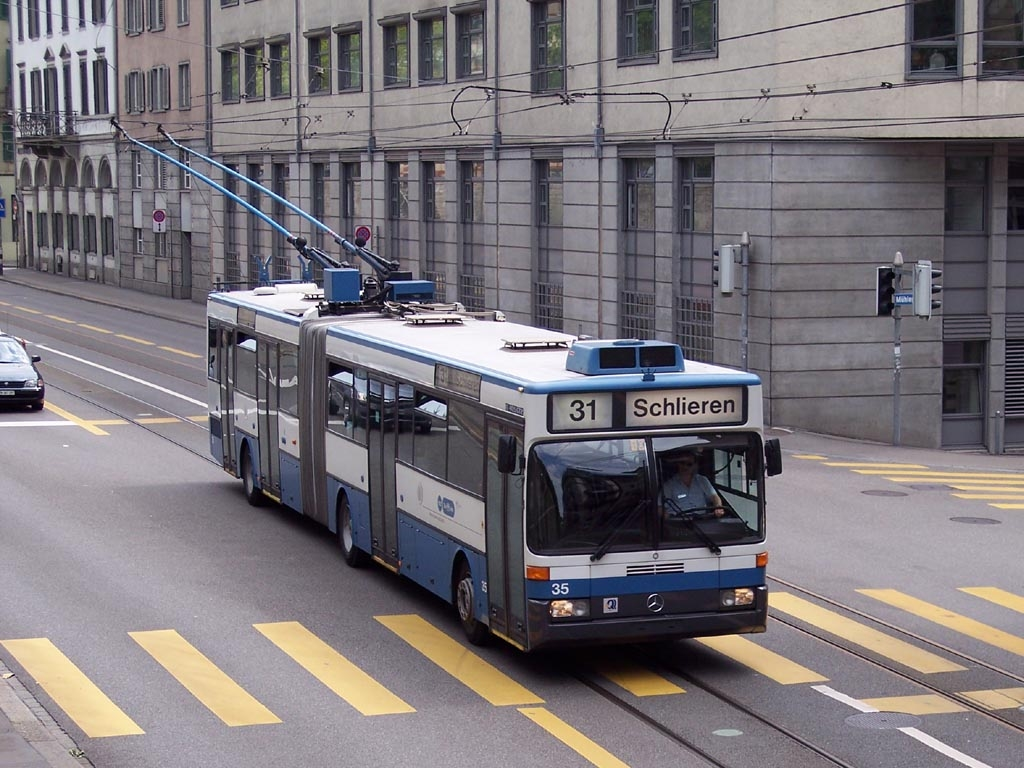
Türseite des VBZ-Wagens 35

Der Mercedes-Benz O 405 GTZ ist ein ehemaliger Trolleybus-Typ von Daimler-Benz, der Gelenkwagen basierte auf der Dieselbus-Baureihe Mercedes-Benz O 405 G. Die elektrische Ausrüstung wurde von Asea Brown Boveri (ABB) zugeliefert. Die Typenbezeichnung GTZ beinhaltete dabei den Haupteinsatzort und steht für Gelenk-Trolleybus Zürich.

## Beschreibung
Anders als beim Duo-Bus des Typs O 405 GTD, der einen vollwertigen Zweitantrieb besitzt, leistete der Hilfsantrieb beim O 405 GTZ nur 72 kW (98 PS) – gegenüber 205 kW (279 PS) beim Serienmotor. Besonderes Merkmal des Typs O 405 GTZ: Der Hilfsmotor trieb die Mittelachse an, während der elektrische Hauptantrieb als Heckmotor nach dem Schubgelenkprinzip ausgeführt war. Der Vorteil dieser Lösung: Im Winterbetrieb konnte dieser ergänzend zum Elektromotor hinzugeschaltet werden, so dass auch bei glatten Straßen eine ausreichende Traktion bestand. Bezüglich der Bremsen unterschieden sich die beiden Ausführungen, die Winterthurer Wagen besassen eine elektromotorische Bremse, während die Zürcher Wagen mit einer Wirbelstrombremse ausgestattet waren.

## Serien
Im Anschluss an die Vorgängerbaureihe O 305 GT (nur fünf Stück) wurden in den Jahren 1986 bis 1993 insgesamt 100 Exemplare des hier behandelten Typs produziert. Davon gingen 79 an den Trolleybus Zürich der Verkehrsbetriebe Zürich und 21 an den Trolleybus Winterthur der Winterthurer Verkehrsbetriebe. Die Gesamtproduktion verteilte sich dabei auf einen Prototyp und drei reguläre Serien:
| Baujahre  | Stück | Betrieb    | Nummern |
| --------- | ----- | ---------- | ------- |
| 1986      | 1     | Zürich     | 1       |
| 1988–1989 | 35    | Zürich     | 2–36    |
| 1988–1992 | 21    | Winterthur | 141–161 |
| 1992–1993 | 43    | Zürich     | 101–143 |

## Einsatz
In Zürich löste die erste O 405 GTZ-Serie den Typ GTr51 ab, die zweite Serie entsprechend die VST-Einheitstrolleybusse. Mittlerweile sind alle Wagen ausgemustert, sie wurden ab 2006 durch 18 Swisstrolley 3 und 17 lighTrams ersetzt – die letzten schieden Anfang 2009 aus dem Bestand. Die zweite Serie wurde ab 2012 ausrangiert, wobei die letzten vier Vertreter – die Wagen 106, 122, 131 und 142 – bis Herbst 2015 im Einsatz standen. Sie waren ferner die letzten Zürcher Hochflurtrolleys überhaupt.
Die Winterthur Wagen ersetzten ebenfalls die dortigen GTr51, ausserdem die APG-Trolleybusse. Zunächst wurden zwischen März 2010 und März 2011 19 O 405 GTZ gegen neue Swisstrolleys ausgetauscht, lediglich die beiden Wagen 147 und 149 waren noch bis Ende 2012 im Einsatz.